# 鄭傳義
鄭傳義（1958年12月4日—2018年12月7日），中华民国企業家。

## 生平
畢業於東海大學國貿系，於1984年進入長榮集團，曾歷任長榮海運營業部門工作，1992年轉至長榮航空擔任營業部門主管，曾在機場、企劃部門任職；2013年擔任長榮航空總經理，他在擔任總經理任內，讓長榮航空入選「全球十大最佳航空公司」，並獲得「亞太區最佳長程線航空公司」獎，2016年3月自長榮航空退休，並於2016年7月受邀擔任航發會於中華航空之法人董事。鄭傳義亦是星宇航空創辦人兼董事長張國煒在長榮時期密切的合作夥伴。
2018年5月10日，鄭傳義接任星宇航空副董事長而辭去華航董事。
2018年12月7日，因肺癌病逝於新北市新店區慈濟醫院，享壽60歲。星宇航空表示，他在離開長榮時就已經發現身體不適，但當時未查出原因，直到兩個月前住院，英年早逝令公司董事長張國煒與全體同仁都非常哀痛。